# Burg am Grazer Schloßberg

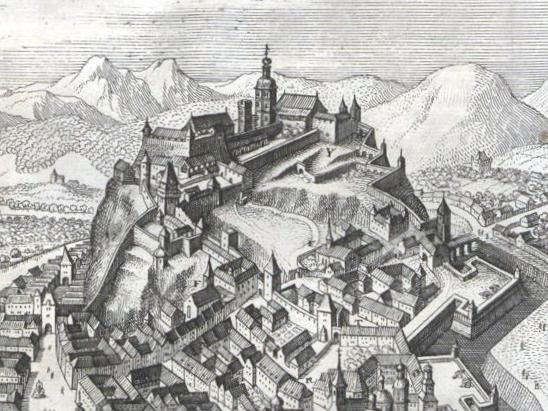
Burg am Grazer Schloßberg (Kupferstich von Matthäus Merian, Ansicht ungefähr von Südosten, erschienen 1679)

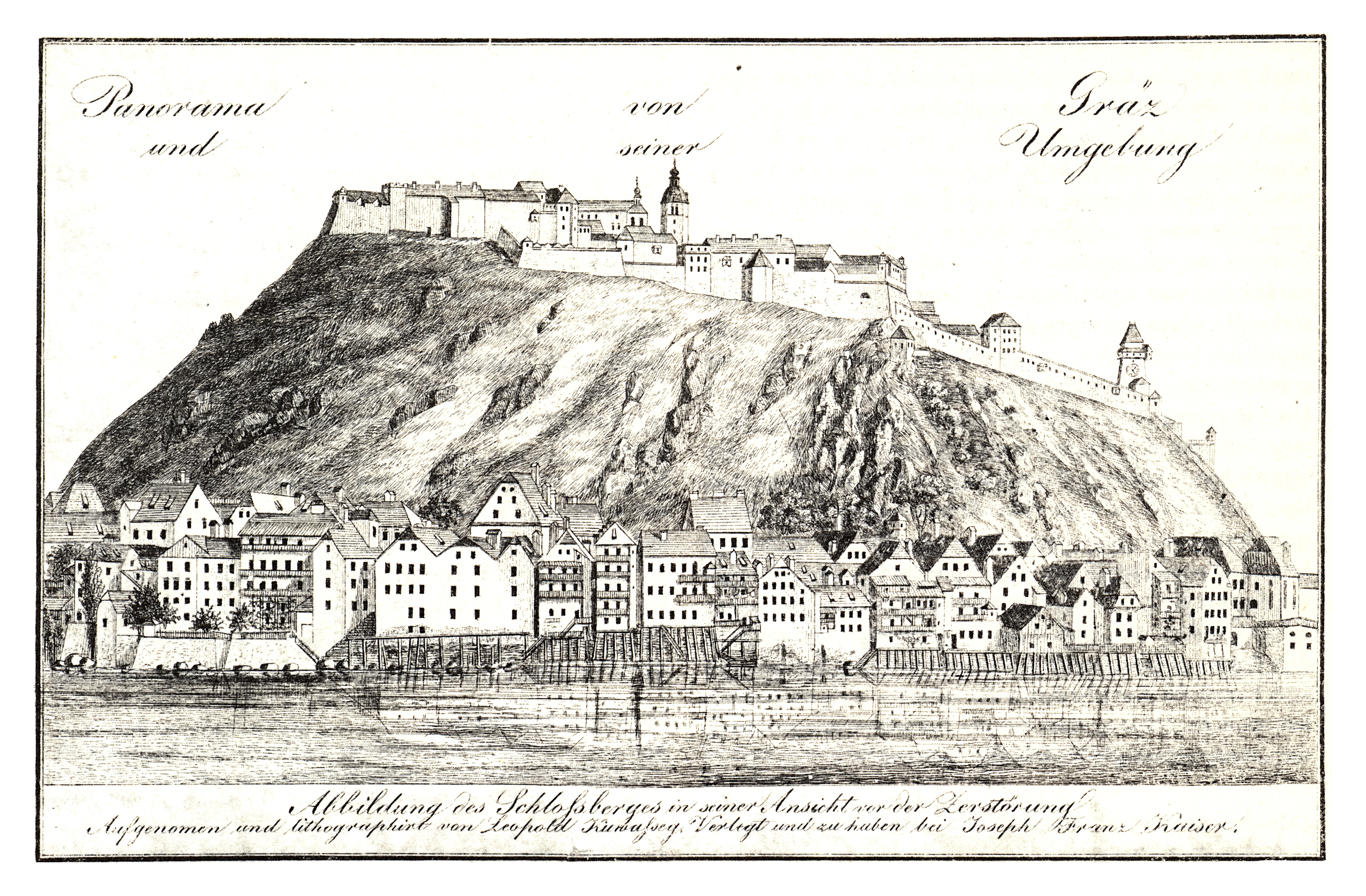
Ansicht der Schlossbergfestung vom westlichen Murufer. Lithographie um 1825, also erst nach Zerstörung der Festung (anhand einer älteren Vorlage?) gefertigt

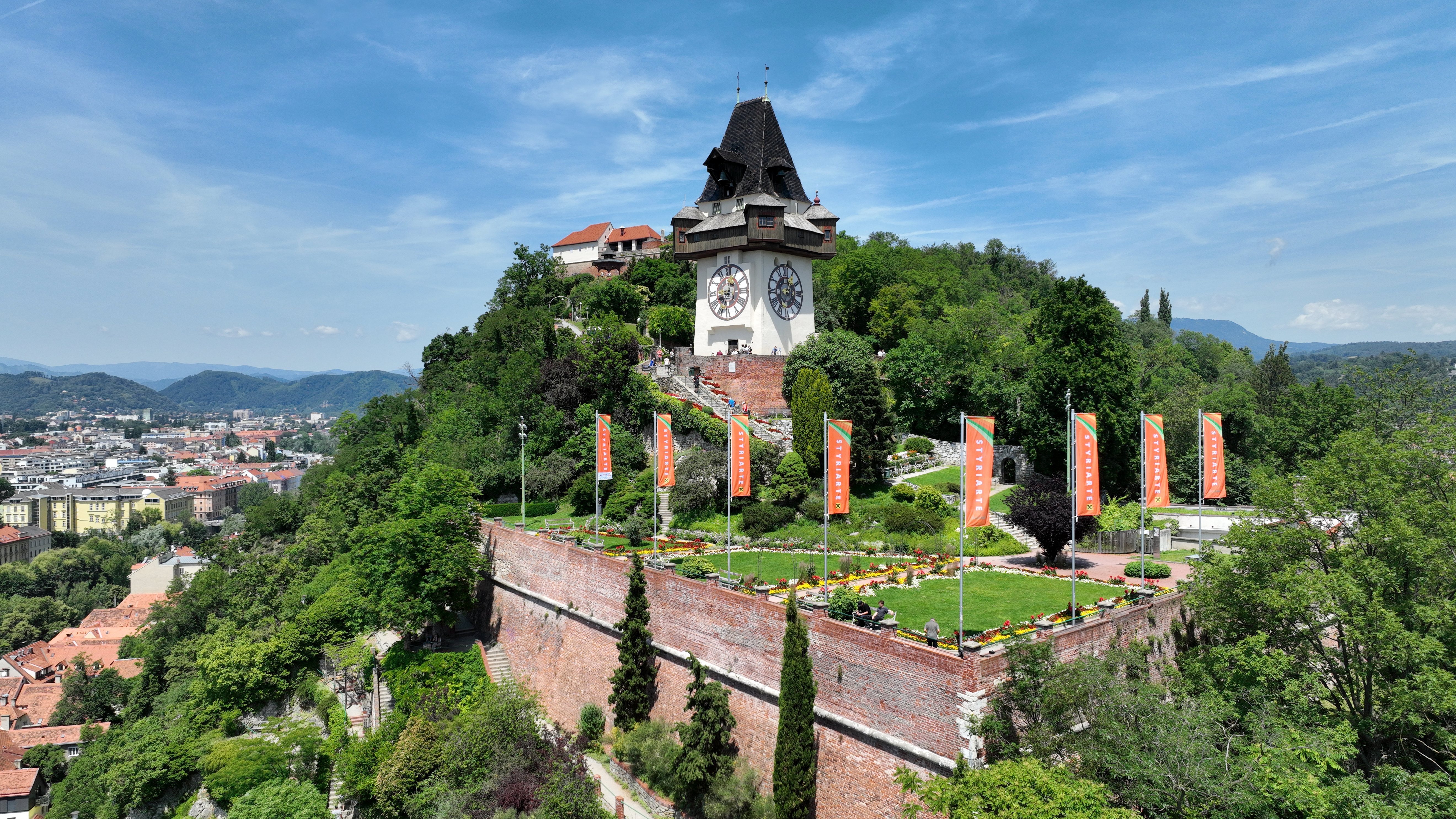
Der Uhrturm und die Bürgerbastei, einer der wenigen erhalten gebliebenen Teile der Burg

Die Burg am Grazer Schloßberg war eine der wichtigsten Befestigungsanlagen der Steiermark und die Hauptfestung von Graz. Sie wurde auf dem Grazer Schloßberg errichtet und war zuerst der Sitz des Landesfürsten, wenn dieser in Graz verweilte, und später dessen Rückzugsort bei Angriffen. Die Geschichte der Höhenburg reicht bis in das 12. Jahrhundert zurück. Die Franzosen zerstörten die Anlage zum Jahreswechsel 1809/10. Nur der Glockenturm und der Uhrturm sind heute noch vollständig erhalten.

## Geschichte

### Entstehung im 12. Jahrhundert
Der Bergfried war wahrscheinlich das erste Bauwerk und wurde an der höchsten Stelle des Schloßberges erbaut. Im Laufe der folgenden Jahrzehnte wurde eine Reihe von Wohn- und Wirtschaftsgebäuden um ihn herum errichtet. Im 12. Jahrhundert wurden die Stadtmauern mit der Burg verbunden. In dieselbe Zeit fällt auch die Errichtung des Grazer Uhrturms vor der Festung und der Bau der Thomaskapelle. An der Ausgestaltung der Burg wurde seit dem 12. Jahrhundert ununterbrochen gearbeitet. Während des Adelsaufstandes im Jahre 1292 hatte sich die Burg als wichtiger Stützpunkt des Landesfürsten bewährt.

### Ausbauten und Modernisierungen
Unter Kaiser Friedrich III. wurde der Residenzsitz in die Grazer Burg verlegt. Die beiden Burgen waren durch einen verdeckten Gang miteinander verbunden. Vor allem zwischen 1466 und 1486 wurden die Befestigungen am Schloßberg weiter ausgebaut, da er ein sicherer Rückzugsort in Kriegszeiten war. Im Jahr 1480 überstand die Burg einen Angriff der Türken. Aufgrund der größer werdenden Gefahr von Türkenangriffen wurden die Befestigungen während des 15. Jahrhunderts immer weiter ausgebaut. 1531 wurde ein Teil der Bergfeste von drei Blitzschlägen zerstört. Am 12. September 1532 zog das Türkenheer von Sultan Süleyman I. nach einem erfolglosen Angriff auf die Vorstadt an Graz vorbei, ohne einen Angriff auf die Burg selbst zu vollziehen. Ungefähr zur selben Zeit wurde bemängelt, dass die Festung nicht mehr den Anforderungen der Zeit genüge. Im Jahr 1543 begann unter der Leitung des Baumeisters Domenico dell’Allio die Modernisierung der Feste. Bis auf die Kapelle und ein paar Mauerreste blieb von den alten Befestigungen nichts übrig. An der Stelle, wo sich heute die Schloßbergbahn befindet, wurde ein Aufzug zur Materialzufuhr errichtet. Das restliche Material wurde über noch heute erhaltene Straßen mithilfe von Wagen und Tragtieren, darunter sollen auch Elefanten und Kamele aus der Kriegsbeute gewesen sein, nach oben geschafft. Der alte Bergfried wurde abgerissen und mit dem Bau von Basteien begonnen. Von den Basteien ist heute noch die Stallbastei erhalten. Auf dem Gipfelplateau wurde eine Zisterne errichtet, nachdem 25 Meter abgetragen wurden. Bei der Stallbastei wurde in der Zeit vom 2. April 1554 bis zum 11. Jänner 1558 der 94 Meter tiefe Türkenbrunnen gegraben. Im Jahr 1561 war der Ausbau und die Modernisierung der Festung großteils abgeschlossen. Der aus dem Mittelalter stammende Palas wurde 1577 abgetragen und an seiner Stelle wurden Soldatenhäuser errichtet. Aufgrund von Geldmangel wurde diese jedoch erst 1608 fertiggestellt. 1588 wurde der Glockenturm errichtet, der noch heute erhalten ist. Einer der Baumeister war Antonio Vasalio. 1683 wurden aufgrund der steigenden Gefahr von Türkenangriffen erneut Arbeiten an der Festung durchgeführt, nachdem diese fast 80 Jahre lang vernachlässigt worden war.

### Belagerung und Zerstörung durch die Franzosen

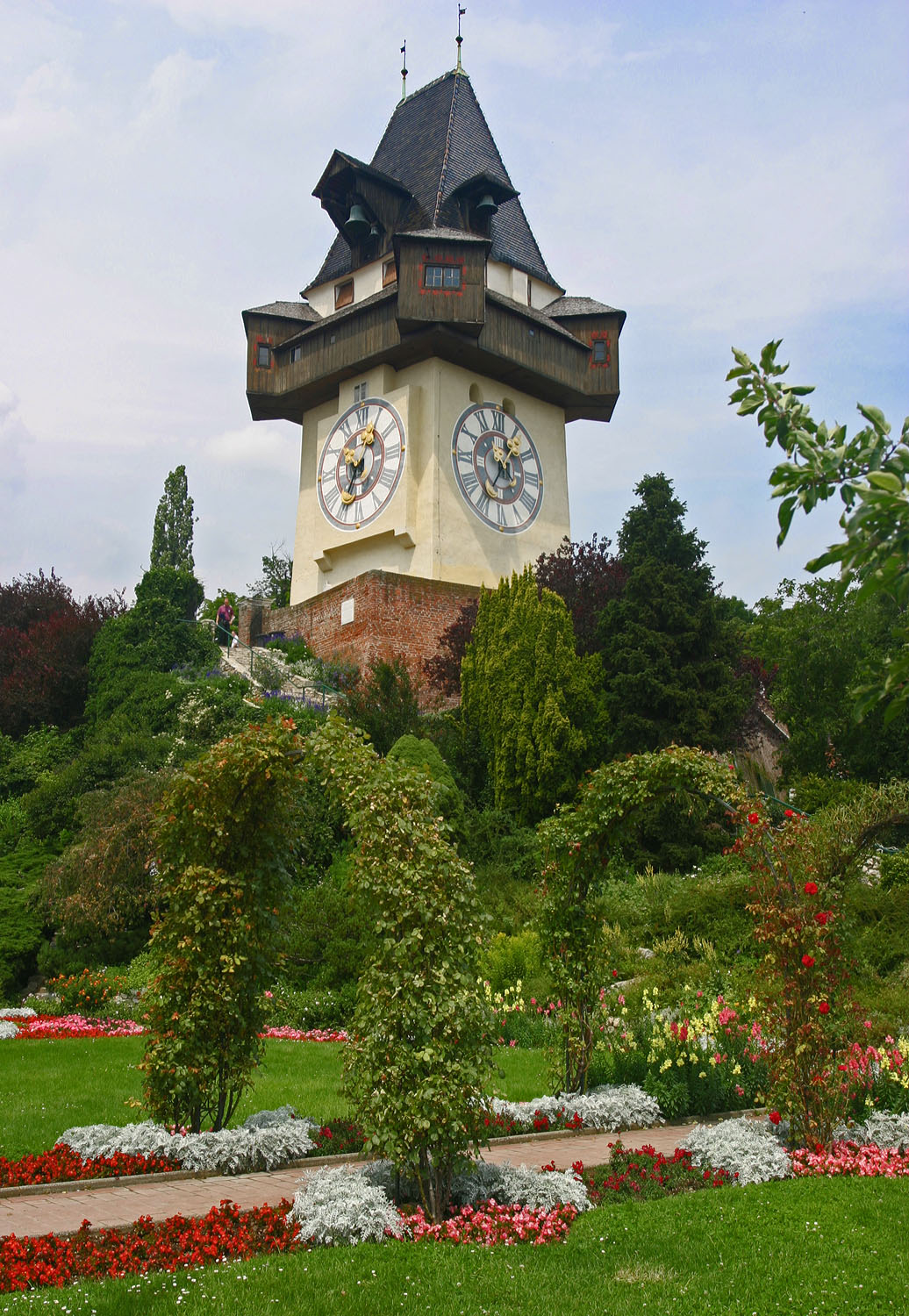
Der Uhrturm ist von der Burg erhalten geblieben
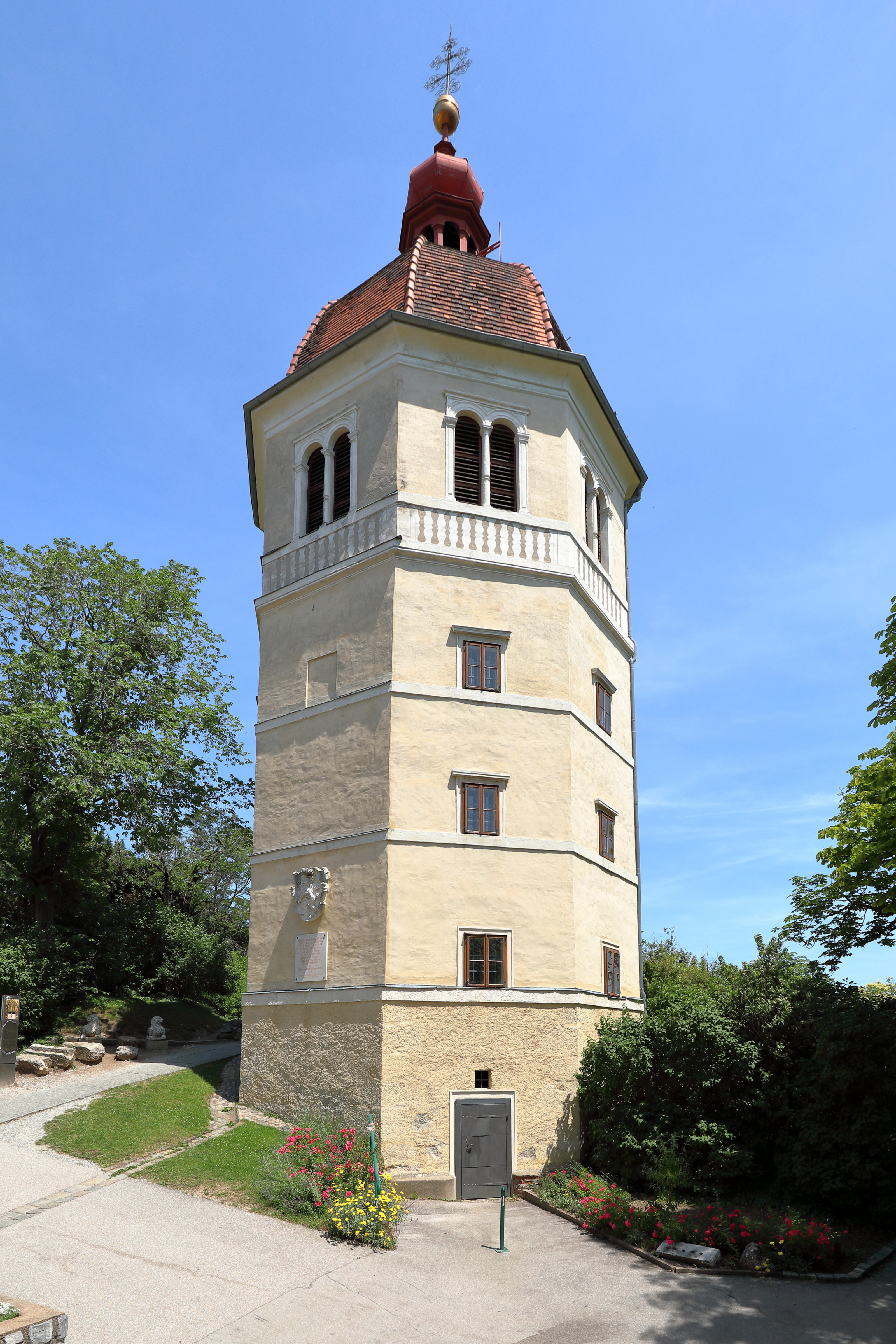
Der Glockenturm ist ebenfalls von der Burg übrig geblieben

Als im Jahr 1809 die Franzosen Graz besetzten, verteidigte der Genieoberst Franz Xaver Hackher zu Hart den Schloßberg. Den Franzosen gelang es erst durch den Friedensschluss nach der Schlacht bei Wagram die Burg zu erobern. Sie zerstörten zur Jahreswende 1809/10 alle Anlagen bis auf den Glocken- und den Uhrturm, welche von der Grazer Bevölkerung freigekauft worden waren. 1839 wurde an der Stelle der zerstörten Wehranlagen eine Parkanlage errichtet.

## Besitz und Verwaltung
Bis in das 19. Jahrhundert war die Burg im landesfürstlichen Besitz und wurde von einem Burggrafen verwaltet. Der erste Burggraf ist für das Jahr 1136 belegt. Er entstammte einem vollfreien Geschlecht aus dem Gebiet von Trofaiach. 1167 nahm dessen Sohn oder Enkel den Platz des Burggrafen ein. Dieser war jedoch nicht mehr hochfrei, sondern ein landesfürstlicher Ministeriale. 1189 gab es zwei Burggrafen aus verschiedenen Geschlechtern. Ab 1229 dienten kleine Rittergeschlechter als Burggrafen. Während der Ungarnherrschaft saß Graf Amput auf der Burg. Seit der Herrschaft von Ottokar II. Přemysl waren die Landeshauptleute mit der Burgverwaltung betraut. Nur während der Herrschaft Kaiser Friedrich III. und während der Ungarnbesatzung 1480 bis 1490 waren die Burggrafen nicht vom Landeshauptmann abhängig. 1583 wurde die Abhängigkeit vom Landeshauptmann vollständig gelöst und Hans Fernberger wurde zum ersten Schlosshauptmann ernannt. Er und seine Nachfolger waren von der landesfürstlichen Regierung abhängig. Neben dem Amt des Schlosshauptmannes existierte das Amt des Burggrafen noch bis 1650, ehe es aus Kostengründen abgeschafft wurde.